# 足利藤政
足利 藤政（あしかが ふじまさ）は、安土桃山時代の武士。第4代古河公方・足利晴氏の三男とされる。
また、近年の新説として、登場時期の遅さから晴氏の子ではなく、従来長兄と考えられてきた足利藤氏の子ではないかとする説もある。

## 生涯
永禄年代末期までの動向は詳細不明であるが、長兄・藤氏や弟・輝氏、家国らと一緒に行動していた可能性が高いと推定されている。また、藤氏同様、13代将軍・足利義藤（後の義輝）より偏諱を受け、藤政を名乗ったので天文23年（1554年）2月12日までには元服していたようである。
藤氏死後、その実質的な後継者として安房国にて里見氏の支援を受けながら佐竹氏・宇都宮氏などの北関東諸氏に働きかけて復権運動を行っている。
その後は元亀3年（1572年）12月までは生存が確認されるが、それ以降の動向は不明である。一説には天正2年（1574年）の第三次関宿合戦の際に後北条氏によって自害させられたともいわれるが定かではない。藤政が死去したとされる天正2年（1574年）12月には降伏した簗田晴助父子の赦免を足利義氏が受け入れており、天文末期から続いた古河公方家の内紛は同年をもって事実上終結したと言える。